# Amiran Geperidse
Amiran Geperidse (georgisch ამირან გეფერიძე; * 20. Oktober 1992) ist ein georgischer Eishockeyspieler, der bei Bakurianis Mimino in der georgischen Eishockeyliga spielt.

## Karriere
Amiran Geperidse gab sein Debüt für die georgische Nationalmannschaft 2013 bei der Qualifikation zur Weltmeisterschaft der Division III. Bei den Weltmeisterschaften 2014, 2015, 2016, 2017 und 2018 spielte er jeweils in der Division III. Zudem vertrat er seine Farben bei der Olympiaqualifikation für die Winterspiele 2018 in Pyeongchang.
Auf Vereinsebene spielt er für Bakurianis Mimino in der georgischen Eishockeyliga, in der er bereits als 15-Jähriger debütierte.

## Erfolge und Auszeichnungen
- 2018 Aufstieg in die Division II, Gruppe B bei der Weltmeisterschaft der Division III